# プレシェヴォ渓谷危機
プレシェヴォ渓谷危機（プレシェヴォけいこくきき、セルビア語:Sukobi u okolici Preševa）は、1999年から2001年にかけて、当時ユーゴスラビア連邦共和国の一部であったセルビア共和国の南部にある、プレシェヴォ / プレシェヴァ（Preševo / Presheva）、ブヤノヴァツ / ブヤノツィ（Bujanovac / Bujanoci）、メドヴェジャ（Medvedja / Medvegja）の3自治体で発生した武力衝突であり、「プレシェヴォ・メドヴェジャ・ブヤノヴァツ解放軍」（UÇPMB）と称するアルバニア人の反乱勢力が、ユーゴスラビアの治安当局と武力衝突した。反乱の目的は、セルビア本土（中央セルビア）に属しながらも民族的にアルバニア人の住民が比較的多いプレシェヴォ渓谷の3つの自治体を、セルビアから切り離し、将来の独立したコソボへと統合することであった。

## 背景

### 緩衝地帯
1999年のコソボ紛争の後、国際連合コソボ暫定行政ミッション（UNMIK）統治下となったコソボの州境からユーゴスラビア連邦共和国本土の側に幅5キロメートルの地上安全地帯（Ground Safety Zone; GSZ）が設定された。ユーゴスラビア連邦軍の部隊はこの地域をパトロールすることは認められず、軽武装の警察部隊のみが治安維持にあたるとされた。この緩衝地帯の中には、ブヤノヴァツ自治体に属し、アルバニア人が多数を占めるドブロシン / ドブロシニ（Dobrosin / Dobrosini）村が含まれていた。

### プレシェヴォ・メドヴェジャ・ブヤノヴァツ解放軍
コソボ紛争後に公的には武装解除されたコソボ解放軍をモデルにした、新しい武装ゲリラが結成された。コソボとの州境に近い緩衝地帯では、ユーゴスラビアは警察部隊のみでの活動しか認められていなかったため、セルビア側からの報復を受ける危険性が比較的少なかった。
ゲリラの目的はプレシェヴォおよびブヤノヴァツ、さらにメドヴェジャの支配権を確立し、隣接するコソボやマケドニア共和国のアルバニア人地域と統合されるまでの間、維持することであった。

## 衝突

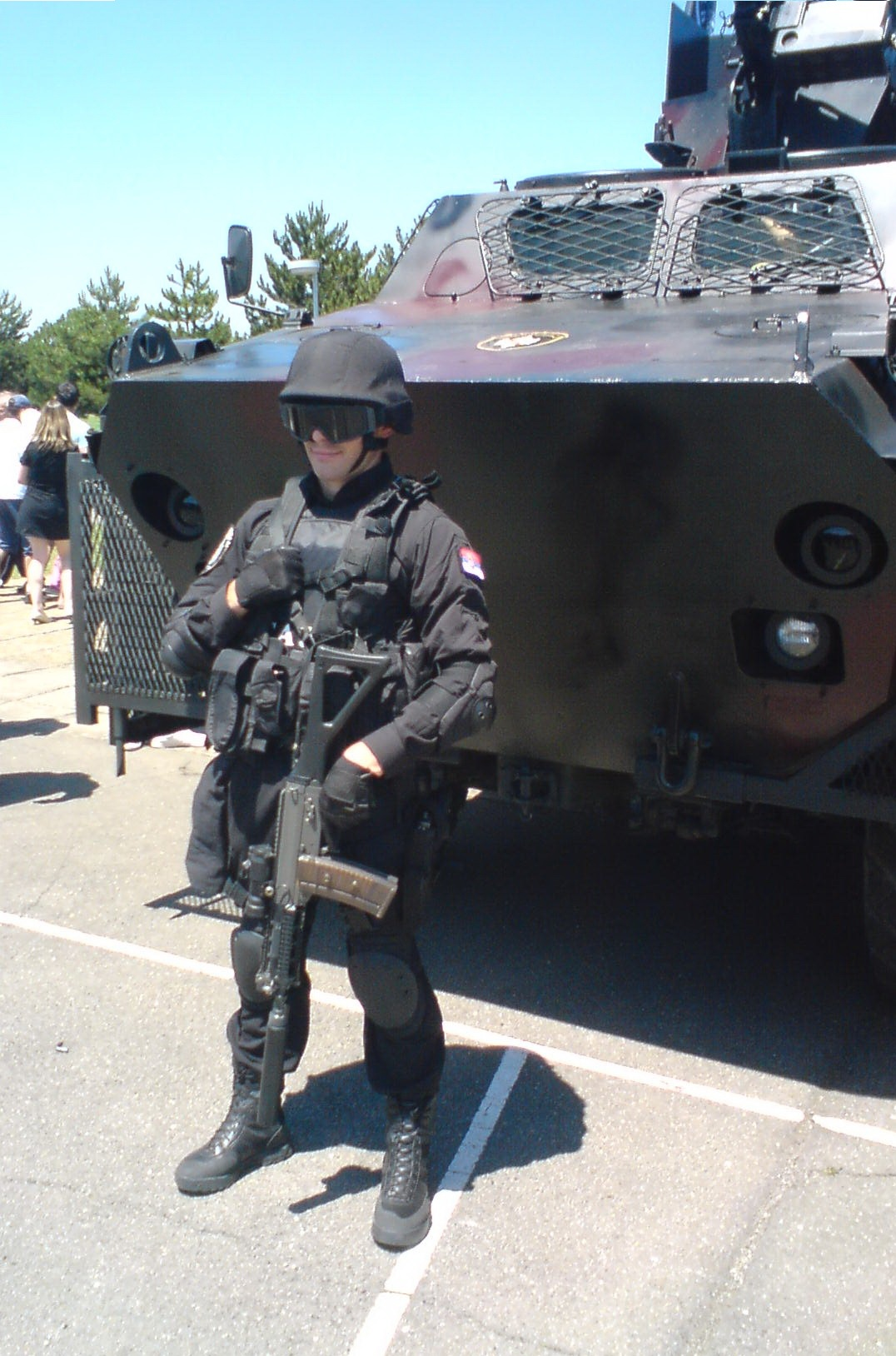
セルビア警察対テロ特殊部隊の隊員（2009年）

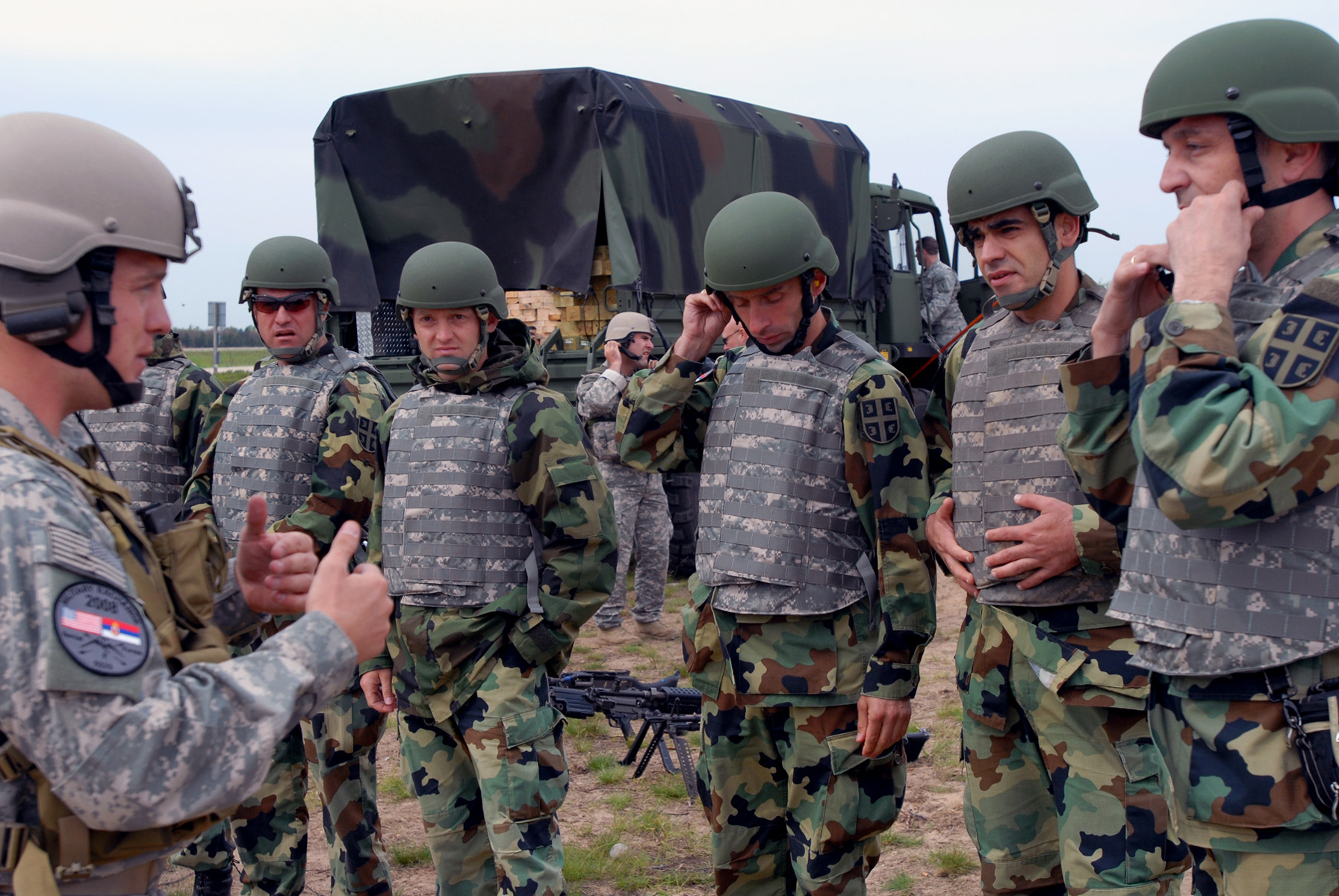
セルビア陸軍第63空挺大隊（ユーゴスラビア連邦軍第63空挺旅団の後身）の隊員（2005年）

1999年6月21日から2000年11月12日までの間、294回の攻撃が記録され、うち246回はブヤノヴァツ、44回はメドヴェジャ、6回はプレシェヴォ自治体で発生した。攻撃によって14人が死亡（うち6人は民間人、8人は警官）、37人が負傷（2人の国連の職員、3人の市民、34人の警官）し、5人の民間人が拉致された。攻撃では、「解放軍」は主にアサルトライフル、機関銃、迫撃砲などのほか、RPG、手榴弾、対戦車地雷、対人地雷も用いられた。
2000年11月23日、4人のセルビアの警官が民兵との戦闘で死亡した。2001年2月18日、3人のセルビア人が対戦車地雷を自動車で踏んで死亡した。この日のうちに、警察は被害にあった自動車を調査し、迫撃砲や対人火器による攻撃を受けた。警察は反撃し、ブヤノヴァツの広報によるとアルバニア人勢力に負傷者が出たと見られるとした。
国際的なメディアの関心を欠く中、ゲリラの活動の中心は南に隣接するマケドニア共和国へと移った。マケドニアでは、「解放軍」との強い関連があるとみられる民族解放軍がマケドニア政府に対して反乱を起こし、マケドニア紛争へと発展していた。
2001年5月15日、ユーゴスラビアは、緩衝地帯の外側にある最後のプレシェヴォ・メドヴェジャ・ブヤノヴァツ解放軍の拠点のあるオラオヴィツァ / ラホヴィツァ（Oraovica / Rahovica）を攻撃した。この攻撃はユーゴスラビア連邦軍とセルビア警察特殊部隊の混成であった。第78自動車化旅団がブラニェ（Vranje）から、警察部隊（PJPおよび特殊作戦部隊）がプレシェヴォから攻撃を加え、第63空挺旅団（63rd Paratroop Brigade）および第72偵察奇襲旅団（72nd Reconnaissance-commando Brigade "Hawks"）が他の方面から包囲した。小規模なアルバニア人の民兵組織は、重武装のユーゴスラビアおよびセルビアの精鋭部隊と戦うことはできず、翌16日に降伏した。
ユーゴスラビア当局の公式発表では、負傷者はなく、14人から20人程度の反乱者が死亡したとしている。プレシェヴォ・メドヴェジャ・ブヤノヴァツ解放軍はこれを否定し、死亡したのは5人であったとしている。
村の住民のほとんどが村を去り、護衛のもとコソボやマケドニアへと移動した。脱出経路はふさがずに開放されていた。この直後、コソボの州境を超える際に、45人のアルバニア人のゲリラがKFORに降伏した。
地域の情勢が統制不能となっているとみた北大西洋条約機構（NATO）は、ユーゴスラビア連邦軍に対して、地上安全地帯への再進駐を5月24日に認め、また同時にUÇPMBにはKFORへの投降を呼びかけた。KFORは、武器を回収し成員の名前を控えた後に釈放することを約束した。

## 衝突の余波
セルビアの将軍で作戦を指揮したニノスラヴ・クルスティッチ（Ninoslav Krstić）とゴラン・ラドサヴリェヴィッチ（Goran Radosavljević）は、オラオヴィツァでの戦闘に対してNATOから賞を受けた。
衝突の後、地域は平常状態に戻った。5年後の2006年には、アルバニア人の政党が、10年にわたるボイコットに終止符を打ち、セルビア共和国の政界に復帰した。